# Brazil Demokratikus Mozgalom
Brazil Demokratikus Mozgalom, egy brazíliai centrista, jobbközép politikai párt.

## Története
A párt 1965-ben alapult meg, ami a brazil katonai junta alatt 1979-ig a Nemzeti Megújulási Mozgalom kormánypárt egyik fő ellenzéke lett. A párt ellenzéki léte alatt gyűjtőpárttá vált, amely magába tömörítette a katonai juntával szemben kritikus teljes ellenzéket. Maga a párt centrista erővé vált, számos különböző politikai irányzattal: a konzervatívokat José Sarney (Brazília 1985 és 1990 közötti elnöke); a liberálisokat Pedro Simon; a baloldaliakat Roberto Requião, a populisták Íris Resende és a nacionalistákat Orestes Quércia képviselte a mozgalmon belül, ami 1981-ben hivatalosan is párt lett.
1985-ben a brazil elnök választást Tancredo Neves nyerte, ám hivatalának betöltése előtt meghalt, így a konzervatív José Sarney lett Brazília elnöke. 1990-ig töltötte be hivatalát, őt Fernando Collor de Mello követte, akit 1989-ben demokratikus úton választottak meg. 2016-ig nem volt olyan elnök, akit ez a párt adott volna, a volt (2018-ig) elnök Michel Temer viszont a párt egyik alapító tagja.

## Ideológiája
Maga a párt a katonai diktatúra ellenzéki tömörülése volt, amely ernyőszervezetként magába foglalta a különböző irányzatokat: liberális konzervatív, kereszténydemokrata, szociáldemokrata, szocialista és centrista irányzatokat.